# Франк Улльріх
Франк Улльріх  (нім. Frank Ullrich, 24 січня 1958) — німецький біатлоніст, олімпійський чемпіон, дев'ятиразовий чемпіон світу.

## Виступи на Олімпіадах
| Олімпіада        | Дисципліна                | Місце |
| ---------------- | ------------------------- | ----- |
| Інсбрук 1976     | естафета 4 х 7,5 км       | 3     |
| Лейк-Плесід 1980 | спринт 10 км              | 1     |
| Лейк-Плесід 1980 | індивідуальна гонка 20 км | 2     |
| Лейк-Плесід 1980 | естафета 4 х 7,5 км       | 2     |
| Сараєво 1984     | спринт 10 км              | 17    |
| Сараєво 1984     | індивідуальна гонка 20 км | 5     |
| Сараєво 1984     | естафета 4 х 7,5 км       | 4     |